# Lok Sabha
Pour les autres articles nationaux ou selon les autres juridictions, voir Chambre du peuple.
XVIIIe législature (en)
Nouveau bâtiment du Parlement (en)
La Lok Sabha (en hindi : लोक सभा ; en anglais : House of the People, litt. « Chambre du Peuple ») est la chambre basse du parlement de l'Inde. Elle exerce le pouvoir législatif avec la chambre haute, la Rajya Sabha.
La Lok Sabha est composée de députés élus au suffrage universel direct dans 543 circonscriptions selon le scrutin uninominal majoritaire et, jusqu'en 2020, de deux députés nommés par le président de l'Inde s'il estime que les Anglo-Indiens ne sont pas suffisamment représentés. Le mandat est de cinq ans, à moins que la chambre soit dissoute avant par le président.
La XVIIIe législature de la Lok Sabha (en) est élue en avril-juin 2024.

## Histoire
Une chambre basse pour le Raj britannique, l'Assemblée législative centrale, est créé par le Government of India Act, 1919 alors que les fonctions législatives sont jusque-là exercées par le Conseil du gouverneur général des Indes. L'Assemblée compte des membres élus indirectement par les assemblées des provinces, dans le cadre de circonscriptions générales ou réservées aux musulmans, européens ou sikhs, et des membres nommés représentant divers intérêts (propriétaires, commerces, etc.). L'Hôtel du Parlement (anglais : House of Parliament, connu aujourd'hui comme l'Ancien Sansad Bhavan) est construit à New Delhi est accueille l'Assemblée législative à partir de 1927.
Le Government of India Act, 1935 introduit des élections directes dans le cadre d'un droit de vote limité et réserve certaines circonscriptions générales aux seuls candidats intouchables. Puis, en 1947, au moment de l'Indépendance, l'Assemblée législative est transformée en Assemblée constituante.
La Lok Sabha est créée par la Constitution indienne adoptée par l'Assemblée constituante le 26 novembre 1949 et entrée en vigueur le 26 janvier 1950. Selon son article 79, le Parlement se compose du président de l'Inde, de la Rajya Sabha (Conseil des États) et de la Lok Sabha (Chambre du peuple).
La Constitution prévoit qu'une partie des sièges soient réservée à des députés des castes répertoriés (Scheduled Castes, Dalits) et des tribus répertoriés (Scheduled Tribes, Adivasis) en proportion de leur part respective dans la population. Cette mesure, à l'origine provisoire, est toujours en vigueur. Par ailleurs, le président de l'Inde a la faculté de nommer deux députés supplémentaires s'il estime que les Anglo-indiens sont insuffisamment représentés à la Lok Sabha.
La première législature de la Lok Sabha, constituée par les élections de 1951-1952, se réunit à partir du 17 avril 1952.
Les circonscriptions sont normalement redécoupées tous les dix ans sur la base du dernier recensement mais, en 1976, cette redistribution a été suspendue afin que la représentation des États ne soit pas réduite par la mise en œuvre de politiques de planning familial visant à réduire la natalité. Cette suspension a pris fin par la nomination en 2002 d'une commission qui a redécoupé les circonscriptions sur la base du recensement de 2001. Le Parlement a ensuite adopté un amendement à la Constitution qui a gelé tout redécoupage jusqu'en 2026.
Un projet d'amendement à la Constitution, le Women's Reservation Bill, réserverait un tiers des sièges de la Lok Sabha à des femmes. Adopté par la Rajya Sabha, le projet n'a pour l'instant pas été discuté à la Lok Sabha.

## Élections et composition

### Système électoral
La Lok Sabha est élue pour un mandat de cinq ans mais peut être plus tôt dissoute par le président de l'Inde. Le mandat peut également être prolongé en cas de proclamation d'un état d'urgence.
Les députés sont élus dans le cadre de circonscriptions au scrutin uninominal majoritaire à un tour. Les candidats doivent être âgés de 25 ans et être citoyens indiens.
Les sièges sont répartis entre les États et territoires en fonction de leur population, mais chaque État ou territoire est représenté par un député au moins. Dans chaque État, des sièges sont réservés à des candidats dalits et adivasis en proportion de leur part respective dans la population de l'État. Le président indien nomme deux députés supplémentaires représentant la communauté anglo indienne, pour un total de 545 sièges.

### Répartition des sièges par État
| 29 États                | Nombre de sièges |
| ----------------------- | ---------------- |
| Andhra Pradesh          | 25               |
| Arunachal Pradesh       | 2                |
| Assam                   | 14               |
| Bengale-Occidental      | 42               |
| Bihar                   | 40               |
| Chhattisgarh            | 11               |
| Goa                     | 2                |
| Gujarat                 | 26               |
| Haryana                 | 10               |
| Himachal Pradesh        | 4                |
| Jammu-et-Cachemire      | 6                |
| Jharkhand               | 14               |
| Karnataka               | 28               |
| Kerala                  | 20               |
| Madhya Pradesh          | 29               |
| Maharashtra             | 48               |
| Manipur                 | 2                |
| Meghalaya               | 2                |
| Mizoram                 | 1                |
| Nagaland                | 1                |
| Odisha                  | 21               |
| Pendjab                 | 13               |
| Rajasthan               | 25               |
| Sikkim                  | 1                |
| Tamil Nadu              | 39               |
| Telangana               | 17               |
| Tripura                 | 2                |
| Uttarakhand             | 5                |
| Uttar Pradesh           | 80               |
| 7 Territoires           |                  |
| Îles Andaman-et-Nicobar | 1                |
| Chandigarh              | 1                |
| Dadra et Nagar Haveli   | 1                |
| Daman et Diu            | 1                |
| Delhi                   | 7                |
| Lakshadweep             | 1                |
| Pondichéry              | 1                |
| TOTAL                   | 543              |

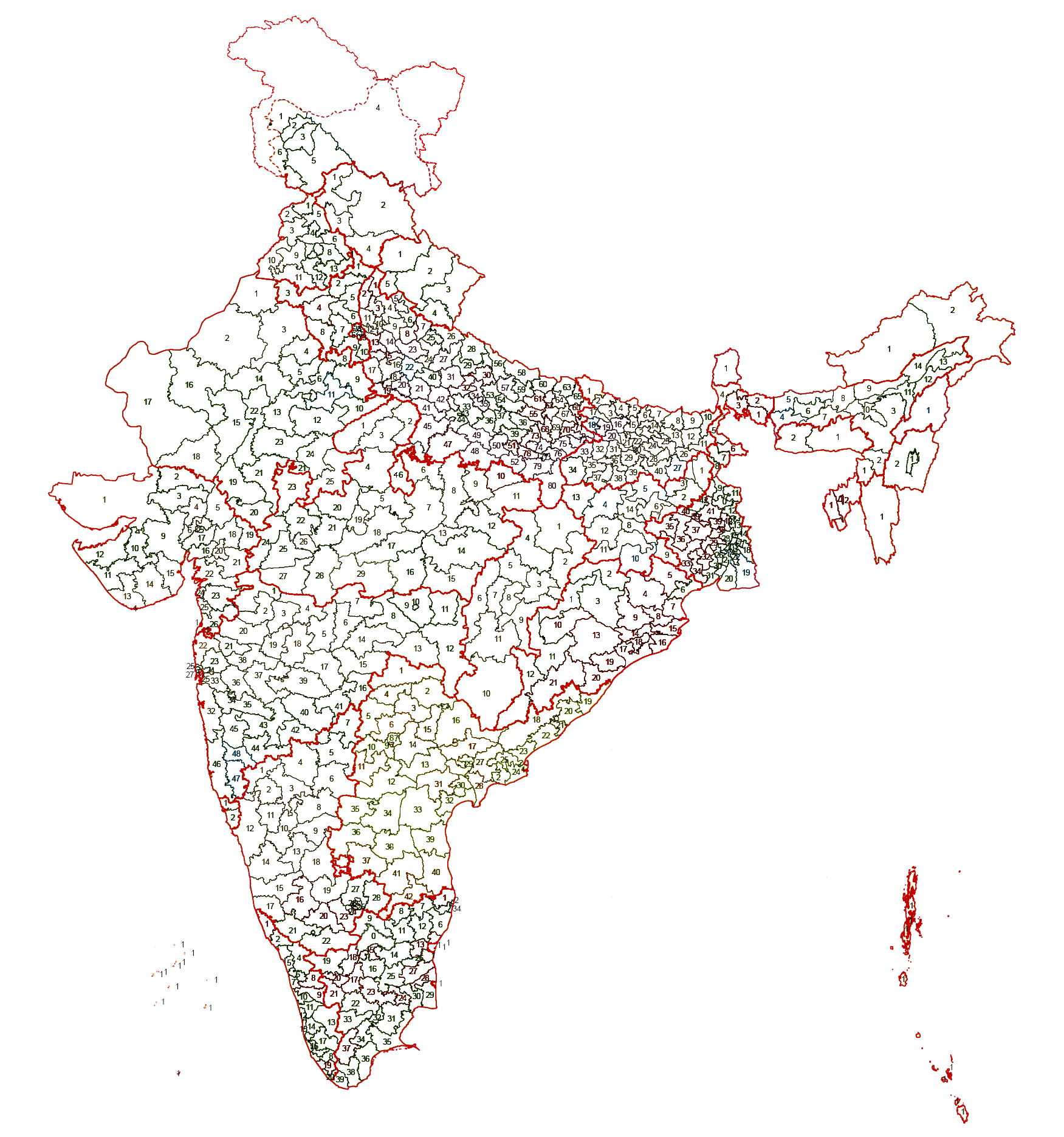
Carte des circonscriptions.

En plus des 543 membres élus, le président de l'Inde peut nommer deux députés supplémentaires pour représenter les Anglo-Indiens. Cette possibilité n'est pas utilisée actuellement.

### Composition actuelle
Le Bharatiya Janata Party (BJP) dispose de la majorité absolue des sièges depuis les élections de 2014. Le gouvernement est dirigé par Narendra Modi avec le soutien d'une coalition, l'Alliance démocratique nationale (NDA).
| Coalition                                      | Coalition                                                                   | Parti                   | Sièges |
| ---------------------------------------------- | --------------------------------------------------------------------------- | ----------------------- | ------ |
|                                                | Alliance démocratique nationale Sièges : 342                                | Bharatiya Janata Party  | 288    |
| Shiv Sena                                      | Alliance démocratique nationale Sièges : 342                                | 19                      |        |
| Janata Dal (Uni)                               | Alliance démocratique nationale Sièges : 342                                | 16                      |        |
| Rashtriya Lok Janshakti Party (en)             | Alliance démocratique nationale Sièges : 342                                | 6                       |        |
| Telugu Desam Party (en)                        | Alliance démocratique nationale Sièges : 342                                | 3                       |        |
| Apna Dal (Sonelal) (en)                        | Alliance démocratique nationale Sièges : 342                                | 2                       |        |
| Union des étudiants du Jharkhand (en)          | Alliance démocratique nationale Sièges : 342                                | 1                       |        |
| All India Anna Dravida Munnetra Kazhagam       | Alliance démocratique nationale Sièges : 342                                | 1                       |        |
| Janata Dal (Secular)                           | Alliance démocratique nationale Sièges : 342                                | 1                       |        |
| Parti progressiste démocrate nationaliste (en) | Alliance démocratique nationale Sièges : 342                                | 1                       |        |
| Front populaire Naga (en)                      | Alliance démocratique nationale Sièges : 342                                | 1                       |        |
| Parti populaire national (en)                  | Alliance démocratique nationale Sièges : 342                                | 1                       |        |
| Sikkim Krantikari Morcha (en)                  | Alliance démocratique nationale Sièges : 342                                | 1                       |        |
| Indépendant                                    | Alliance démocratique nationale Sièges : 342                                | 1                       |        |
|                                                | Alliance inclusive de la nation indienne pour le développement Sièges : 114 | Congrès national indien | 46     |
| Dravida Munnetra Kazhagam                      | Alliance inclusive de la nation indienne pour le développement Sièges : 114 | 23                      |        |
| All India Trinamool Congress                   | Alliance inclusive de la nation indienne pour le développement Sièges : 114 | 22                      |        |
| Parti du congrès nationaliste                  | Alliance inclusive de la nation indienne pour le développement Sièges : 114 | 5                       |        |
| Parti communiste d'Inde (marxiste)             | Alliance inclusive de la nation indienne pour le développement Sièges : 114 | 3                       |        |
| Ligue musulmane de l'Union indienne (en)       | Alliance inclusive de la nation indienne pour le développement Sièges : 114 | 3                       |        |
| Conférence nationale (Jammu-et-Cachemire)      | Alliance inclusive de la nation indienne pour le développement Sièges : 114 | 3                       |        |
| Parti communiste d'Inde                        | Alliance inclusive de la nation indienne pour le développement Sièges : 114 | 2                       |        |
| Samajwadi Party                                | Alliance inclusive de la nation indienne pour le développement Sièges : 114 | 2                       |        |
| Aam Aadmi Party                                | Alliance inclusive de la nation indienne pour le développement Sièges : 114 | 1                       |        |
| Jharkhand Mukti Morcha (en)                    | Alliance inclusive de la nation indienne pour le développement Sièges : 114 | 1                       |        |
| Kerala Congress (M) (en)                       | Alliance inclusive de la nation indienne pour le développement Sièges : 114 | 1                       |        |
| Parti socialiste révolutionnaire (en)          | Alliance inclusive de la nation indienne pour le développement Sièges : 114 | 1                       |        |
| Viduthalai Chiruthaigal Katchi (en)            | Alliance inclusive de la nation indienne pour le développement Sièges : 114 | 1                       |        |
|                                                | Autres Sièges : 61                                                          |                         |        |
| Yuvajana Sramika Rythu Congress Party (en)     | 22                                                                          |                         |        |
| Biju Janata Dal                                | 12                                                                          |                         |        |
| Bahujan Samaj Party                            | 10                                                                          |                         |        |
| Bharat Rashtra Samithi (en)                    | 8                                                                           |                         |        |
| All India Majlis-e-Ittehadul Muslimeen         | 7                                                                           |                         |        |
| Shiromani Akali Dal                            | 2                                                                           |                         |        |
| All India United Democratic Front (en)         | 1                                                                           |                         |        |
| Shiromani Akali Dal (Amritsar) (en)            | 1                                                                           |                         |        |
| Front national Mizo (en)                       | 1                                                                           |                         |        |
| Indépendant                                    | 2                                                                           |                         |        |
| Vacants                                        | Vacants                                                                     | Vacants                 | 26     |
| Total                                          | Total                                                                       | Total                   | 543    |

## Compétences
La Lok Sabha est la chambre basse du Parlement indien : pour qu'un projet devienne loi, il doit être adopté par la Lok Sabha, la Rajya Sabha et être sanctionné par le président de l'Inde. En cas de désaccord entre les deux chambres, un projet peut être soumis à une réunion conjointe des membres de la Lok Sabha et de la Rajya Sabha.
Toutefois, l'Inde est un régime parlementaire basé sur le système de Westminster et la chambre basse dispose de pouvoirs particuliers. Ainsi, les projets de loi de nature financière (money bills) ne peuvent être présentés qu'à la Lok Sabha et celle-ci peut alors passer outre au rejet de la Rajya Sabha.
La Lok Sabha est également la seule chambre devant laquelle est responsable le gouvernement : elle peut adopter une motion de défiance et ainsi forcer le Premier ministre à démissionner. Le président de l'Inde peut dissoudre la Lok Sabha et convoquer des élections anticipées.
Par ailleurs, la Lok Sabha dispose conjointement avec la Rajya Sabha du pouvoir de destitution du président et des juges de la Cour suprême et des Hautes Cours, par un vote à la majorité des deux tiers dans chaque chambre.

## Fonctionnement

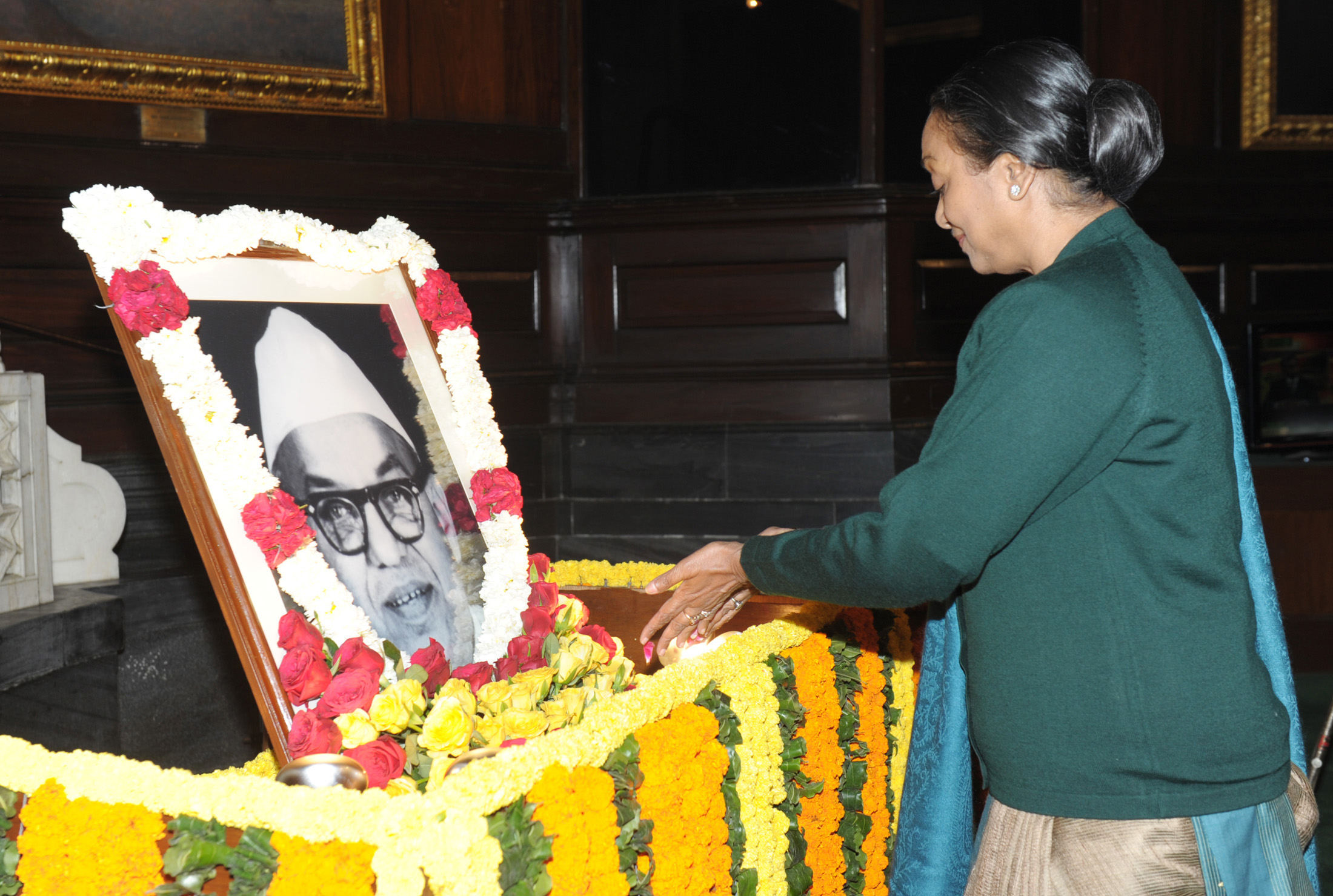
La Présidente de la Lok Sabha, Meira Kumar, offre des fleurs en hommage à M. A. Ayyangar, premier vice-président et deuxième président de la Lok Sabha, pour son anniversaire de naissance, le 4 février 2013.

### Offices
L'article 93 de la Constitution prévoit que la Lok Sabha élise un président (Speaker) et un vice-président (Deputy Speaker). Ils sont élus par les députés en leur sein, à la majorité simple. Le président a la responsabilité de conduire les affaires de la Lok Sabha : il dispose d'un pouvoir de police, décide si un projet de loi est de nature financière et soumet au vote les motions de confiance, d'ajournement ou de censure. Le président de la Lok Sabha préside par ailleurs les sessions conjointes des deux chambres du Parlement. Le président ne prend généralement pas part aux votes, sauf en cas d'égal partage des voix. L'actuel président, Om Birla, est élue en 2019. Avant l'élection du président et du vice-président, ou si ces fonctions sont vacantes, le président de l'Inde nomme un président temporaire (Speaker pro tem).
Le leader de la chambre (Leader of the House) est le député et ministre chargé de représenter le gouvernement dans les débats à la Lok Sabha. Ce poste est occupé par le Premier ministre lorsqu'il est élu à la Lok Sabha et par un ministre qu'il nomme lorsqu'il est élu de la Rajya Sabha.
Le chef de l'opposition (Leader of the Opposition) est le leader du principal parti qui n'est pas membre du gouvernement ou de la coalition gouvernementale. Il dispose de certains privilèges, notamment d'un salaire. Pour être reconnu comme parti officiel à la Lok Sabha, un parti doit disposer d'au moins 10 % des sièges. Quand, comme c'est le cas depuis les élections de 2014, aucun parti d'opposition ne remplit ce critère, il n'y a pas de chef officiel de l'opposition.

### Procédures
Un projet de loi subit trois lectures à la Lok Sabha :
1. Il est introduit en chambre par une motion présentée par un ministre ou un simple député.
2. Lors de la seconde lecture, une discussion générale a lieu et la Lok Sabha peut le renvoyer à une commission, le renvoyer à une commission conjointe avec la Rajya Sabha, le publier pour solliciter des opinions. Par la suite, la Lok Sabha débat du projet de loi article par article, tel qu'il a été déposé ou tel qu'il a été modifié par la commission, le cas échéant.
3. En troisième lecture, le projet de loi est adopté ou rejeté dans son ensemble.

Dans la majorité des cas, les votes à la chambre se font à la voix (voice vote) : le président soumet la motion au vote et les députés répondent « Aye » ou « No ». Un vote plus formel est appelée une division (division) et les députés votent alors par un boitier électronique.
En règle générale, trois sessions de la Lok Sabha ont lieu chaque année :
- une session budgétaire (Budget Session) de février à mai,
- une session de mousson (Monsoon Session) en juillet et août,
- une session d'hiver (Winter Session) en novembre et décembre.

Chaque séance débute en général par l'heure des questions (Question Hour) au cours de laquelle les députés peuvent interroger les ministres.